# اقتصاد تشيلي
إن اقتصاد تشيلي هو اقتصاد ذو دخل مرتفع وفقًا للبنك الدولي وهو يعتبر من أكثر دول أمريكا الجنوبية استقرارًا وازدهارًا ما يقود دول أمريكا اللاتينية في مجال التنافسية، ودخل الفرد، والعولمة، والحرية الاقتصادية، وانخفاض معدل الفساد. ورغم أن تشيلي تعاني من التفاوت الاقتصادي المرتفع، قياسًا على مؤشر جيني، إلا أنها قريبة من المتوسط الإقليمي.
في عام 2006، أصبحت تشيلي البلد صاحبة أعلى ناتج محلي إجمالي اسمي من حيث نصيب الفرد في أمريكا اللاتينية. في مايو 2010 أصبحت تشيلي أول بلد في أميركا الجنوبية ينضم إلى منظمة التعاون الاقتصادي والتنمية. شكلت العائدات الضريبية، مجتمعة 20.2% من الناتج المحلي الإجمالي في عام 2013، وكانت ثاني أدنى مستوى بين بلدان منظمة التعاون الاقتصادي والتنمية الأربعة والثلاثين، والأقل في عام 2010. تشيلي تملك تعدل لا متساوي لنسبة مؤشر التنمية البشرية 0.661، مقارنة مع 0.662 و0.680 و0.542 في البلاد المجاورة الأوروغواي والأرجنتين البرازيل، على التوالي. في عام 2008، عاش فقط 2.7% من السكان بأقل من دولارين في اليوم.
صنّف تقرير التنافسية العالمي للفترة 2009-2010 تشيلي بأنها الدولة الثلاثين الأكثر تنافسية على مستوى العالم، والأولى في أميركا اللاتينية، بعد البرازيل (56)، والمكسيك (60)، والأرجنتين التي تحتل المرتبة 85؛ ومنذ ذلك الحين انخفضت من بين الثلاثين الأوائل. وفقًا لمؤشر سهولة ممارسة الأعمال، الذي أنشأه البنك الدولي، فإن تشيلي هي الدولة الـ 34 في العالم لعام 2014، الـ 41 في عام 2015، والـ 48 في عام 2016. يحتوي نظام التقاعد الوطني المخصخص (AFP) على معدل ادخار محلي يقدّر بنحو 21% من الناتج المحلي الإجمالي.
حلّت تشيلي في المرتبة 52 في مؤشر الابتكار العالمي عام 2023 وتقدّمت للمركز 51 في مؤشر الابتكار لعام 2024.

## نبذة تاريخية
بعد وصول إسبانيا إلى البلاد في القرن الخامس عشر، أصبح الاقتصاد التشيلي يتمحور حول مناطق الأوتوقراطية التي تدعى الفندوس وحول الجيش الذي انخرط في حرب الأراوكو. خلال الفترات الاستعمارية المبكرة، كانت هناك صادرات من الذهب إلى البيرو من حسابات المكوث التي سرعان ما استُنزفت. تُعزى القيود التجارية والاحتكارات التي أنشأها التاج الإسباني إلى إعاقة التنمية الاقتصادية في معظم فترا الاستعمار. نتيجة لهذه القيود، شملت البلاد القليل جدًا من المحاصيل الجديدة وأنواع الحيوانات بعد الفتح الأولي. كان من القطاعات الأخرى التي حُجبت بسبب القيود، صناعة النبيذ والتعدين. قد عملت إصلاحات البوربون في القرن الثامن عشر على تخفيف العديد من الاحتكارات والقيود التجارية.
في ثلاثينيات القرن التاسع عشر تجمّعت تشيلي تحت أفكار دييجو بورتاليس كدولة مستقرة منفتحة على التجارة الخارجية. نمت الاستثمارات الأجنبية في تشيلي خلال القرن التاسع عشر. بعد حرب المحيط الهادئ نمت الخزينة التشيلية بنسبة 900%. وصفت عصبة الأمم تشيلي بأنها الدولة الأشد تضررًا من الكساد الكبير لأن 80% من الإيرادات الحكومية جاءت من صادرات النحاس والنترات، التي كان الطلب عليها منخفضًا. بعد الكساد الكبير تغيرت السياسات الاقتصادية في تشيلي نحو التصنيع لاستبدال الواردات وتأسست شركة تنمية الإنتاج.
تحت تأثير شيكاغو بويز، جعل نظام بينوشيه من تشيلي دولة رائدة في وضع السياسات النيوليبرالية. سمحت هذه السياسات للشركات الكبرى بتعزيز سلطتها على الاقتصاد في تشيلي، مما أدى إلى نمو اقتصادي طويل الأجل. تسببت أزمة عام 1982 في تعيين هيرنان بوتشي وزيرًا للمالية ومراجعة حادّة للسياسة الاقتصادية. على الرغم من البيع العام لممتلكات الدولة وعلى عكس الوصفات النيوليبرالية، احتفظ النظام بشركة التعدين كوديلكو المملوكة للدولة والتي تمثل حوالي 30% من الدخل الحكومي.
وفقًا لكتاب حقائق العالم الصادر عن وكالة المخابرات المركزية الأمريكية، تعززت سمعة تشيلي أثناء أوائل تسعينيات القرن العشرين باعتبارها نموذجًا يحتذى به في الإصلاح الاقتصادي عندما عمّقت حكومة باتريشيو إيلوين الديمقراطية، التي تولّت السّلطة من الجيش في عام 1990، الإصلاح الاقتصادي الذي بدأته الحكومة العسكرية. انحرفت حكومة إيلوين كثيرًا عن عقيدة النيوليبراليين التي تبناها شيكاغو بويز، كما يتضح من ارتفاع الإنفاق الحكومي على البرامج الاجتماعية لمعالجة الفقر وسوء نوعية المساكن. بلغ متوسط نمو الناتج المحلي الإجمالي الحقيقي 8% في الفترة من 1991 إلى 1997، ولكنه هبط إلى نصف هذا المستوى في عام 1998 بسبب السياسات النقدية الشدسدة (التي نُفذت للحفاظ على عجز الحساب الجاري تحت السيطرة) والصادرات المنخفضة بسبب الأزمة المالية الآسيوية. انتعش اقتصاد تشيلي منذ ذلك الحين وشهد معدلات نمو تتراوح بين 5 و7% على مدى السنوات القليلة الماضية.
بعد عقد من معدلات النمو المبهرة، بدأت تشيلي تعاني من انكماش اقتصادي معتدل في عام 1999، بسبب الظروف الاقتصادية العالمية غير المواتية المرتبطة بالأزمة المالية الآسيوية، والتي بدأت في عام 1997. ظلّ الاقتصاد راكدًا حتى عام 2003، عندما بدأ يُظهر علامات واضحة على التعافي، مُحققًا نموًا حقيقيًا في الناتج المحلي الإجمالي بلغ 4.0%. أنهى الاقتصاد التشيلي عام 2004 بنمو نسبته 6.0%. بلغ النمو الحقيقي للناتج المحلي الإجمالي 5.7% في عام 2005 قبل أن ينخفض إلى 4.0% في عام 2006. توسع الناتج المحلي الإجمالي بنسبة 5.1% في عام 2007.
في عام 2019، عملت أقل من نصف النساء في تشيلي بأجر، و31% منهن لا يملكن أي عقد أو تأمين اجتماعي أو صحي. تشيلي لديها أسبوع عمل ذو 45 ساعة، 70% من الموظفين يكسبون أقل من 825 دولار في الشهر.

## القطاعات
خلال عام 2012، كان أكبر القطاعات في الناتج المحلي الإجمالي هي التعدين (النحاس بشكل أساسي)، وخدمات الأعمال، والخدمات الشخصية، والتصنيع وتجارة الجملة والتجزئة. مثّل التعدين 59.5% من الصادرات في هذه الفترة، بينما شكل قطاع التصنيع 34% من الصادرات، مُركزًا بشكل أساسي على المنتجات الغذائية والكيماويات ولب الورق والورق وغيرهما.

### الزراعة
تمثل الزراعة والقطاعات المرتبطة بها مثل التحريج، وقطع الأشجار وصيد الأسماك 4.9% فقط من الناتج المحلي الإجمالي اعتبارًا من عام 2007، وتُوظّف 13.6% من قوة العمل في البلاد. تشمل بعض المنتجات الزراعية الرئيسية في تشيلي العنب والتفاح والكمثرى والبصل والقمح والذرة والشوفان والخوخ والثوم والهليون والفاصولياء ولحم البقر والدواجن والصوف والأسماك والأخشاب.
يؤدي موقع تشيلي في نصف الكرة الجنوبي إلى دورة موسم زراعي معاكسة لدورة الأسواق الاستهلاكية الرئيسية، والتي تقع أساسًا في نصف الكرة الشمالي. يُنتج تكيُّف تشيلي البيئي المتطرف بين الشمال والجنوب سبع مناطق كبيرة مختلفة مُتميزة بالمناخ والميزات الجغرافية، مما يسمح للبلاد نفسها بتضخيم المحاصيل وتحقيق النتائج في مواسم الحصاد الممتدة. مع ذلك، إن المناطق الطبيعية الجبلية في تشيلي تحد من مدى وكثافة الزراعة بحيث لا تتجاوز الأراضي الصالحة للزراعة 2.62% من إجمال المساحة. من خلال الاتفاقيات التجارية في تشيلي، تمكنت منتجاتها الزراعية من الوصول إلى سوق تسيطر على 77% من الناتج المحلي الإجمالي العالمي وبحلول عام 2012 تقريبًا، فإن 74% من صادرات الصناعات الزراعية في تشيلي سوف تكون معفاة من الرسوم الجمركية.
المنطقة المتنامية الرئيسية في تشيلي ووسط المنطقة الزراعية هو الوادي الأوسط الذي تحدده سلسلة الساحل التشيلي من الغرب، والأنديز في شرق نهر أكونكاغوا من الشمال ونهر بيو-بيو من الجنوب. في النصف الشمالي من تشيلي تعتمد الزراعة اعتمادًا كبيرًا على الري. استُبدلت الزراعة في جنوب الوادي المركزي تدريجيًا بتربية الأحياء المائية (الزراعة المائية) وزراعة الغابات وتربية الأغنام والماشية.

#### السلمون
تشيلي هي ثاني أكبر منتج للسلمون في العالم. منذ أغسطس 2007، كانت حصة تشيلي من مبيعات صناعة السلمون على مستوى العالم 38.2%، بعد أن كانت 10% فقط في عام 1990. بلغ متوسط معدل نمو الصناعة خلال العشرين عامًا بين 1984 و2004 42% سنويًا. جلب وجود شركات أجنبية كبيرة في صناعة السلمون أكثر ما يمكن أن يسهم في ازدهار إنتاج السلمون في تشيلي، التكنولوجيا. سمح نقل التكنولوجيا إلى تشيلي ببناء قدرتها التنافسية العالمية وابتكارها وأدى إلى توسيع الإنتاج فضلًا عن زيادة متوسط حجم الشركات في الصناعة. في نوفمبر 2018، اشترت شركة جويفيو غروب الصينية (ليجند هولدنغز) مُنتج السلمون التشيلي أُستراليس سيفود بمبلغ 880 مليون دولار أميركي، وبالتالي تمكنت من السيطرة على 30% من إجمالي صادرات السلمون في تشيلي.

## فهرست
- COLLIER, Simon and Sater, William F. A History of Chile, 1808–2002, New York and London, Cambridge University Press, 2004.
- CONSTABLE, Pamela and Valenzuela, Arturo. A Nation of Enemies: Chile Under Pinochet. New York, W. W. Norton & Company, 1993.
- PALEY, Julia. Marketing Democracy: Power and Social Movements in Post-Dictatorship Chile. University of California Press, 2001
- SCHAEFER, Standard. Chile's Failed Economic Laboratory: an Interview with Michael Hudson. CounterPunch, October 20, 2003
- WINN, Peter (editor).Victims of the Chilean Miracle: Workers and Neoliberalism in the Pinochet Era, 1973–2002. Durham, NC: Duke University Press, 2004.